# زلزال أفغانستان سبتمبر 2022
زلزال أفغانستان سبتمبر 2022 في 5 سبتمبر 2022 ضرب زلزال عكسي متصدع بقوة 5.1 درجة مقاطعة كونار في أفغانستان بالقرب من مدينة جلال آباد.

## الإعداد التكتوني
يقع جزء كبير من أفغانستان في منطقة واسعة من التشوه القاري داخل الصفيحة الأوراسية. يتأثر النشاط الزلزالي في أفغانستان بانغماس الصفيحة العربية إلى الغرب والاندساس المائل للصفيحة الهندية في الشرق. يقدر معدل اندساس الصفيحة الهندية على طول الحدود القارية المتقاربة بـ 39 مم / سنة أو أعلى. يرتبط الانضغاط الناتج عن تفاعل الصفائح بالزلازل العالية داخل القشرة الضحلة. يمكن اكتشاف النشاط الزلزالي على عمق 300 كيلومتر (190 ميل) تحت أفغانستان بسبب هبوط الصفائح. هذه الزلازل تحت هندو كوش هي نتيجة الحركة على الصدع لاستيعاب انفصال القشرة المندمجة. داخل القشرة الضحلة يمثل صدع شامان خطأ تحويل رئيسيًا مرتبطًا بالزلازل الضحلة الكبيرة التي تشكل الحدود العابرة للضغط بين الألواح الأوراسية والهندية. تتكون هذه المنطقة من عيوب الدفع والانزلاق النشط زلزاليًا والتي استوعبت تشوه القشرة الأرضية منذ بداية تكوين تكون جبال الهيمالايا. تميل هذه الزلازل إلى إظهار صدع الانزلاق الضربوي نظرًا لوفرة هذه الزلازل ومعدل تشوهها المرتفع.

## التأثير
لقي ما لا يقل عن عشرة أشخاص مصرعهم وأصيب تسعة آخرون جراء انهيار منازل. يقال إن أكثر من عشرة منازل دمرت، معظمها كان في منطقة نورغال.